# Tina Barrett
Tina Ann Barrett (Hammersmith, Londres, Inglaterra, 16 de septiembre de 1976) es una cantautora y actriz británica. Su mayor avance llegó en 1999, a la edad de 22 años, cuando fue elegida como miembro de S Club 7, donde disfrutó 5 años de sencillos hits, 3 tours, y muchos premios, incluyendo 2 Brit Awards. Ella fue la integrante más mayor.

## S Club 7
Tina se convirtió en miembro de S Club 7 luego de una serie de audiciones, junto con los integrantes Paul Cattermole, Jon Lee, Bradley McIntosh, Rachel Stevens, Hannah Spearritt y Jo O'Meara, en 1999. Logró disfrutar del éxito con la banda, teniendo sencillos y álbumes hits, y también apareciendo en las series y especiales de televisión de la banda. Continuando con este suceso, la banda debió soportar el alejamiento de Paul Cattermole en junio de 2002. Los 6 miembros restante permanecieron juntos, y, de allí en adelante, fueron conocidos como S Club. Ellos continuaron con un éxito un poco más bajo, incluyendo su película "Seeing Double" en abril de 2003. La banda, luego, se separó unos meses después ese mismo año.
Tina, relativamente, ha mantenido un perfil bajo desde la separación. Cuando la banda anunció por primera vez que se iba a dividir, ella expresó su interés en comenzar con una carrera solista. Sin embargo, no ha realizado ningún material de ese tipo. También fue vinculada románticamente con David Schwimmer en 2004. Sin embargo, este romance no llegó muy lejos, pues este se mudó de regreso a América. También ha sido vinculada con Fred Durst y con su actual compañero y exnovio de Abi Titmuss, el rico empresario gastronómico y productor de música Michael Baggs.

## Trivia
Tina comenzó a tomar clases de ballet tan pronto como pudo caminar. Estudió 8 años en la "Arts Educational School" de Londres. En altura, ella es 5'6'. Su primer trabajo fue bailar en una representación teatral navideña con Lionel Blair. Se unió a S Club 7 a la edad de 22 años, siendo la mayor del grupo.
Notablemente, en el álbum "Sunshine" de S Club 7, Tina lideró vocalmente la canción up-tempo bailable "Stronger", que fue pensada para ser realizada como el duodécimo sencillo de la banda. Sin embargo, debido a la salida de Paul Cattermole del grupo, el sencillo fue cancelado. En 2003, ella firmó un contrato por $400.000 con la empresa de goma de mascar Wrigley's. En 2004, incluso grabó un sencillo, Da ya think I'm sexy, junto con otras cantantes como Natasha Bedingfield y Liz McClarnon.

## Discografía

### Sencillos
- 2012: "Fire"
- 2013: "Makin Me Dance"

### Colaboraciones
- 2004: "Da Ya Think I'm Sexy?" (junto a The Girls of FHM)
- 2012: "The Clapping Song" (para Russell Grant)